# Helen Mirren
Pour les articles homonymes, voir Mirren.
Helen Lydia Mironoff , dite Helen Mirren (prononcé en anglais : [ˈhɛlən ˈmɪɹʌn]), est une actrice britannico-américaine, née le 26 juillet 1945 à Hammersmith (Londres).
Après un passage remarqué au National Youth Theatre, elle rejoint la Royal Shakespeare Company, puis monte sur les planches du West End. Elle obtient son premier grand rôle au cinéma en 1980, dans Du sang sur la Tamise, avant de gagner en notoriété avec le rôle de Jane Tennison — personnage principal de la série télévisée Suspect numéro 1, diffusée sur ITV de 1991 à 2006 — lui valant le British Academy Television Award de la meilleure actrice en 1991, 1992 et 1993.
Elle est l’actrice la plus nommée dans la catégorie meilleure actrice dans une mini-série ou un téléfilm aux Primetime Emmy Awards avec 10 nominations pour 4 récompenses en 1996, 1999, 2006 et en 2007. Elle détient ce même record aux Golden Globes avec 8 nominations pour 2 récompenses en 1996 et en 2006.
Helen Mirren reçoit l'Oscar de la meilleure actrice pour son interprétation de la reine Élisabeth II dans le film The Queen de Stephen Frears (2006), trois ans après avoir été faite dame de l'ordre de l'Empire britannique pour services rendus aux arts dramatiques. Elle est nommée à l'Oscar de la meilleure actrice dans un second rôle par deux fois, pour La Folie du roi George (1994) et Gosford Park (2001), ainsi qu'à une reprise dans la même catégorie que sa victoire, pour Tolstoï, le dernier automne (2009). En 2014, elle est récompensée d'un BAFTA Fellowship pour l'ensemble de sa carrière. Une étoile porte son nom sur le Walk of Fame à Hollywood depuis 2013.
Helen Mirren est la seule personne à avoir également remporté la British Triple Crown of Acting en recevant les trois distinctions équivalentes dans l'industrie britannique du divertissement, le BAFTA Film Award, le BAFTA Television Award et le Laurence Olivier Award. Il lui a fallu vingt et un ans pour terminer la British Triple Crown, en commençant par un BAFTA Television Award de la meilleure actrice pour Suspect numéro 1 en 1992 et en terminant en 2013 avec le Laurence Olivier Award de la meilleure actrice dans une pièce pour le public. Dans l'intervalle, elle a également remporté deux autres BAFTA télévisés pour Prime Suspect en 1993 et en 1994 le BAFTA de la meilleure actrice principale pour The Queen en 2007. Elle était la septième des huit personnes à avoir remporté la Triple Crown of Acting britannique, avec Virginia McKenna, Peggy Ashcroft, Judi Dench, Nigel Hawthorne, Albert Finney et Julie Walters, la précédant tous à l'honneur et Mark Rylance lui succédant.

## Biographie

### Jeunesse
Née Helen Lydia Mironoff d'un père descendant de l'aristocratie militaire russe et d'une mère anglaise, Helen Mirren poursuit des études dans un institut catholique pour jeunes filles. Son grand-père paternel, diplomate russe, obtient l'asile à la suite de la révolution de 1917 et devient chauffeur de taxi à Londres. Le fils de ce dernier est également chauffeur de taxi à ses débuts puis joue de l'alto à l'orchestre philharmonique de Londres. Ambulancier durant les bombardements allemands de la Seconde Guerre mondiale, il se reconvertit en tant que fonctionnaire au ministère des Transports.
Sur les planches du National Youth Theatre, à 18 ans, elle commence sa carrière théâtrale en Grande-Bretagne dans l'interprétation d'œuvres de William Shakespeare. Elle intègre ensuite la Royal Shakespeare Company dont elle est longtemps l'une des représentantes.

### Carrière
Elle obtient son premier rôle au cinéma en 1969 avec Age of Consent de Michael Powell, avant de voir, en 1973, pour la première fois son nom au générique dans Le Meilleur des mondes possible de Lindsay Anderson. En 1981, elle joue la fée Morgane dans l'épopée merveilleuse de John Boorman, inspirée de Thomas Malory : Excalibur.
En 1984, elle reçoit un Prix d'interprétation féminine du Festival de Cannes pour son rôle de veuve irlandaise dans Cal de Pat O'Connor et en gagne un autre en 1995 grâce à son apparition en Reine Charlotte dans La Folie du roi George de Nicholas Hytner.
C'est à partir de 1999, avec la sortie en salle de Mrs. Tingle, que la carrière d'Helen Mirren s'accélère. En effet, malgré le faible succès du long-métrage, la comédienne, portée par la publicité faite pour du film, ne quitte plus le haut de l'affiche et s'avère plus active que jamais. Suivent notamment les films The Pledge de Sean Penn, Gosford Park de Robert Altman, Calendar Girls de Nigel Cole ou L'Enlèvement (The Clearing) de Pieter Jan Brugge.
En 2006, la Coupe Volpi de la meilleure interprétation féminine, reçue à la 63e Mostra de Venise, vient saluer sa nouvelle prestation en tête couronnée dans The Queen de Stephen Frears. Elle y campe une impavide Élisabeth II, à l'autorité fragilisée par le décès de son ex belle-fille : Lady Diana,. En février 2007, elle gagne deux Golden Globes de la meilleure comédienne à la même cérémonie où elle est d'ailleurs nommée trois fois (une première dans l'histoire de la manifestation),. L'un a honoré son jeu dans The Queen, l'autre a distingué sa performance en Élisabeth Ire dans un téléfilm de Tom Hooper, pour lequel elle avait déjà reçu le Primetime Emmy Award de la meilleure actrice dans une mini-série ou un téléfilm 2006,. Elle obtient l'Oscar de la meilleure actrice en mars 2007 pour The Queen. Helen Mirren obtient en 2007 un deuxième Emmy consécutif, récompensant cette fois son rôle dans la série Suspect numéro 1.
Le 19 juillet 2023, elle est à l’affiche du film Barbie, ayant pour vedettes Margot Robbie, Ryan Gosling, Will Ferrell et America Ferrera. Le film réalise le meilleur démarrage de l’année 2023 aux États-Unis, et le meilleur démarrage de tous les temps pour un film réalisé par une femme, obtenant 155 millions de dollars sur le territoire américain pour son premier week-end de diffusion au cinéma,,. Il atteint la quatorzième place de la liste des plus gros succès du box-office mondial, avec plus de 1,4 milliard de recettes.

### Vie privée
Helen Mirren est l'épouse du réalisateur Taylor Hackford depuis 1997,.
Au début des années 1980, elle entretient une relation de quatre ans avec l'acteur Liam Neeson, rencontré sur le plateau d'Excalibur.

## Théâtre
- 1965 : Antoine et Cléopâtre de William Shakespeare, Londres
- 1965 : Le Long Voyage vers la nuit de Eugene O'Neill, Manchester
- 1967 : Charley's Aunt de Brandon Thomas, Manchester
- 1967 : Le Marchand de Venise de William Shakespeare, Manchester
- 1967 : La Tragédie du vendeur de Thomas Middleton, Royal Shakespeare Company, Stratford-upon-Avon
- 1967 : Tout est bien qui finit bien de William Shakespeare, Royal Shakespeare Company, Stratford-upon-Avon
- 1968 : Troïlus et Cressida de William Shakespeare, Royal Shakespeare Company, Aldwych Theatre, Londres
- 1968–1969 : Beaucoup de bruit pour rien de William Shakespeare, Aldwych Theatre
- 1970 : Richard III de William Shakespeare, Royal Shakespeare Company, Stratford-upon-Avon
- 1970 : Hamlet de William Shakespeare, Royal Shakespeare Company, Stratford-upon-Avon
- 1970 : Les Deux Gentilshommes de Vérone de William Shakespeare, Royal Shakespeare Company, Stratford-upon-Avon
- 1971 : Enemies de Maxime Gorky, Royal Shakespeare Company, Aldwych Theatre
- 1971 : L'Homme à la mode de George Etherege, Royal Shakespeare Company, Aldwych Theatre
- 1971 : Mademoiselle Julie d'August Strindberg, Royal Shakespeare Company, Aldwych Theatre
- 1971 : Le Balcon de Jean Genet, Royal Shakespeare Company, Aldwych Theatre
- 1974 : Mesure pour mesure de William Shakespeare, Riverside Studios Theatre, Londres
- 1974-1975 : Macbeth de William Shakespeare, Royal Shakespeare Company, Stratford-upon-Avon,
- 1975-1976 : Teeth 'n' Smiles de David Hare, Royal Court Theatre, Londres
- 1975 : La Mouette d'Anton Tchekhov, Lyric Theatre, Londres
- 1975 : The Bed before Yesterday de Ben Travers, Lyric Theatre
- 1977-1978 : Henry VI de William Shakespeare, Royal Shakespeare Company, Stratford-upon-Avon
- 1980-1981 : La Duchesse d'Amalfi de John Webster, Royal Exchange Theatre, Manchester
- 1981 : Faith Healer de Brian Friel, Royal Court Theatre
- 1983 : Antoine et Cléopâtre de William Shakespeare, Pit Theatre, Londres
- 1983 : The Roaring Girl de Thomas Middleton et Thomas Dekker Barbican Theatre, Londres
- 1984 : Extremities de William Mastrosimone, Duchess Theatre, Londres
- 1987 : Madame Bovary d'après Gustave Flaubert, Watford Palace Theatre, Watford
- 1989 : Some Kind of Love Story, Elegy for a Lady d'Arthur Miller, Young Vic Theatre, Londres
- 1991 : Sex Please We're Italian
- 1994-1995 : Un mois à la campagne d'Ivan Tourgueniev, Londres et New York
- 1998 : Antoine et Cléopâtre de William Shakespeare, Royal National Theatre, Londres
- 2000 : La Descente d'Orphée de Tennessee Williams, Donmar Warehouse, Londres
- 2001-2002 : La Danse de mort d'August Strindberg, Broadhurst Theatre, New York
- 2003 : Le Deuil sied à Électre d'Eugene O'Neill, Lyttelton Stage, Royal National Theatre
- 2009 : Phèdre de Jean Racine, National Theatre
- 2013 : The Audience de Peter Morgan, mis en scène par Stephen Daldry, Gielgud Theatre

## Filmographie sélective

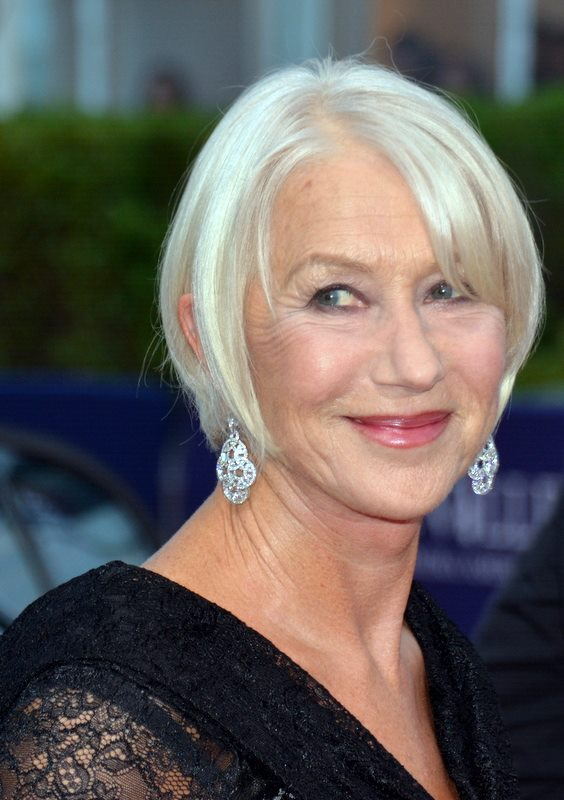
Helen Mirren au festival du cinéma américain de Deauville 2014.

Sauf indication contraire, les informations mentionnées dans cette section peuvent être confirmées par les bases de données cinématographiques IMDb et Allociné,  présentes dans la section « Liens externes ».

### Cinéma

#### Années 1960
- 1966 : Press for Time de Robert Asher : Penelope Squires (non créditée au générique)
- 1967 : Herostratus de Don Levy (en) : Advert Woman
- 1968 : Le Songe d'une nuit d'été (A Midsummer Night's Dream) de Peter Hall : Hermia
- 1969 : Age of Consent de Michael Powell

#### Années 1970
- 1972 : Savage Messiah de Ken Russell
- 1973 : Le Meilleur des mondes possible (O Lucky Man !) de Lindsay Anderson
- 1975 : Caesar and Claretta de Claude Whatham
- 1979 : Caligula de Tinto Brass

#### Années 1980
- 1980 : Racket : Du sang sur la Tamise (The Long Good Friday) de John Mackenzie
- 1981 : Excalibur de John Boorman: La fée Morgane
- 1984 : Cal de Pat O'Connor
- 1984 : 2010 : L'Année du premier contact de Peter Hyams
- 1986 : Mosquito Coast de Peter Weir
- 1986 : Soleil de nuit de Taylor Hackford
- 1988 : L'Île de Pascali (Pascali's Island) de  James Dearden
- 1989 : L'Île aux baleines (When the Whales Came) de Clive Rees : Clemmie Jenkins
- 1989 : Le Cuisinier, le voleur, sa femme et son amant (The Cook, the Thief, His Wife and Her Lover) de Peter Greenaway

#### Années 1990
- 1990 : Étrange Séduction (The Comfort of Strangers) de Paul Schrader
- 1990 : Docteur Norman Bethune (Bethune: The Making of a Hero) de Phillip Borsos
- 1994 : Le Prince de Jutland (Prince of Jutland) de Gabriel Axel
- 1995 : La Folie du roi George de Nicholas Hytner
- 1996 : Some Mother's Son de Terry George
- 1997 : Critical Care de Sidney Lumet
- 1998 : Le Prince d'Égypte de Brenda Chapman, Steve Hickner et Simon Wells : voix de la reine Mouttouya
- 1999 : Mrs. Tingle (Teaching Mrs. Tingle)  de Kevin Williamson : Eve Tingle
- 1999 : The Passion of Ayn Rand de Christopher Menaul

#### Années 2000
- 2001 : Jardinage à l'anglaise (Greenfingers) de Joel Hershman
- 2001 : The Pledge de Sean Penn
- 2001 : No Such Thing de Hal Hartley
- 2001 : Last Orders de Fred Schepisi : Amy
- 2002 : Gosford Park de Robert Altman
- 2003 : Calendar Girls de Nigel Cole : Chris
- 2004 : L'Enlèvement (The Clearing) de Pieter Jan Brugge
- 2005 : Fashion Maman de Garry Marshall (Dominique)
- 2005 : H2G2 : Le Guide du voyageur galactique (The Hitchhiker's Guide to the Galaxy) de Garth Jennings
- 2006 : The Queen de Stephen Frears : Élisabeth II
- 2006 : Shadowboxer de Lee Daniels
- 2007 : Benjamin Gates et le Livre des secrets (National Treasure 2) de Jon Turteltaub
- 2008 : Cœur d'encre (Inkheart) de Iain Softley : Elinor Loredan
- 2009 : Jeux de pouvoir de Kevin Macdonald : Cameron Lynne

#### Années 2010
- 2010 : Love Ranch de Taylor Hackford : Grace Bontempo
- 2010 : Tolstoï, le dernier automne (The Last Station) de Michael Hoffman : Sophia Tolstoï
- 2010 : Red de Robert Schwentke : Victoria Winslow
- 2010 : L'Affaire Rachel Singer (The Debt) de John Madden : Rachel Singer
- 2010 : La Tempête (The Tempest) de Julie Taymor : Prospera
- 2011 : Brighton Rock de Rowan Joffé : Ida
- 2011 : Arthur, un amour de milliardaire de Jason Winer : la nourrice
- 2012 : The Door d'István Szabó : Emerence
- 2013 : Hitchcock de Sacha Gervasi : Alma Reville
- 2013 : Monstres Academy de Dan Scanlon : Dean Abigail Hardscrabble (voix)
- 2013 : Red 2 de Dean Parisot : Victoria Winslow
- 2014 : Les Recettes du bonheur (The Hundred-Foot Journey) de Lasse Hallström : Madame Mallory
- 2015 : Eye in the Sky de Gavin Hood : le colonel Katherine Powell
- 2015 : La Femme au tableau (Woman in Gold) de Simon Curtis : Maria Altmann
- 2015 : Dalton Trumbo (Trumbo) de Jay Roach : Hedda Hopper
- 2016 : Beauté cachée (Collateral Beauty) de David Frankel : Brigitte
- 2017 : Fast and Furious 8 (Fast 8) de F. Gary Gray : Magdalene Shaw (non créditée)
- 2017 : L'Échappée belle (The Leisure Seeker) de Paolo Virzì : Ella
- 2018 : La Malédiction Winchester (Winchester: The House that Ghosts Built) de Michael et Peter Spierig : Sarah Winchester
- 2018 : Casse-Noisette et les Quatre Royaumes (The Nutcracker and the Four Realms) de Lasse Hallström et Joe Johnston : Mère Gingembre
- 2019 : Berlin, I Love You
- 2019 : Anna de Luc Besson : Olga
- 2019 : Fast and Furious: Hobbs and Shaw de David Leitch : Magdalene Shaw
- 2019 : L'Art du mensonge (The Good Liar) de Bill Condon : Betty McLeish

#### Années 2020
- 2020 : Le Seul et Unique Ivan de Thea Sharrock : Snickers (voix)
- 2021 : The Duke de Roger Michell : Dorothy Bunton
- 2021 : Fast and Furious 9 de Justin Lin : Magdalene Shaw
- 2022 : White Bird: A Wonder Story  de Marc Forster: Grand-mère
- 2022 : Golda de Guy Nattiv : Golda Meir
- 2022 : Sniff de Taylor Hackford : The Spider
- 2023 : Shazam! La Rage des Dieux de David F. Sandberg : Hespéra
- 2023 : Fast and Furious 10 de Louis Leterrier : Magdalene Shaw
- 2023 : Barbie de Greta Gerwig : la narratrice
- 2025 : The Thursday Murder Club de Chris Columbus : Elizabeth Best

### Télévision
- 1971 : La Cousine Bette de Gareth Davies : Valérie Marneffe
- 1974 : A Coffin for the Bride de John Sichel
- 1981 : Le Songe d'une nuit d'été, réalisé par Elijah Moshinsky, BBC; DVD (st)
- 1985 : Dead Woman's Shoes, un épisode de la série télévisée La Cinquième Dimension de Paul Lynch & Peter Medak
- 1991-2006 : Suspect numéro 1 (série) : inspecteur Jane Tennison
- 1996 : Les Orages d'un été (Losing Chase) de Kevin Bacon
- 2005 : Elizabeth I (série) de Tom Hooper
- 2006 : New York 911, épisode Révélations : Annie Foster
- 2013 : Phil Spector de David Mamet : Linda Kenney Baden
- 2019 : Catherine the Great (série) : Catherine II
- 2021 : Solos (série) : Peg
- 2021 : Harry Potter : Le Tournoi des quatre maisons (émission) : présentatrice
- 2022 : 1923 (série TV) : Cara Dutton
- 2025 : MobLand : Maeve Harrigan

### Productrice
- 1996 : Some Mother's Son
- 2019 : Catherine the Great (série)

## Distinctions
Helen Mirren est faite Dame Commandeur de l'ordre de l'Empire britannique en 2003.
En 2007, elle devient la première femme à obtenir trois nominations pour trois rôles différents en une même année aux Golden Globes. En lice pour celui de meilleure actrice dans un premier rôle au cinéma pour sa performance dans le film The Queen où elle incarne Élisabeth II, elle est aussi nommée comme meilleure actrice dans la catégorie mini-séries ou téléfilms pour ses rôles dans Elizabeth I et Suspect numéro 1. Elle a remporté deux Golden Globes, l'un pour son rôle dans Elizabeth I et l'autre pour son rôle dans The Queen.

## Voix francophones
En France, Évelyn Séléna fut la voix la plus régulière d'Helen Mirren, la doublant de 1981 à 2018. Depuis la retraite de cette dernière, Annie Le Youdec lui a succédé, la doublant au total à treize reprises. En parallèle, Béatrice Delfe lui a également prêté sa voix à dix occasions, notamment dans la saga Fast & Furious.
Au Québec, Claudine Chatel est la voix régulière de l'actrice.
En France
| - Évelyn Séléna (*1939 - 2025) dans : - Excalibur - Soleil de nuit - Suspect numéro 1 (série télévisée) - Les Orages d'un été (téléfilm) - La Comtesse au tableau (en) (téléfilm) - The Pledge - New York 911 (série télévisée) - The Queen - Benjamin Gates et le Livre des secrets - Cœur d'encre - Le Royaume de Ga'hoole (voix) - Red - Brighton Rock - Red 2 - Les Recettes du bonheur - La Malédiction Winchester - Annie Le Youdec dans : - Mrs. Tingle - Calendar Girls - H2G2 : Le Guide du voyageur galactique - L'Enlèvement - Jeux de Pouvoir - L'Affaire Rachel Singer - Hitchcock - Beauté cachée - Casse-Noisette et les quatre royaumes - Shazam! La Rage des Dieux - 1923 (série télévisée) - Barbie - Golda - MobLand (série télévisée) | - Béatrice Delfe dans : - Le Prince de Jutland - Fashion Maman - Phil Spector (téléfilm) - Fast and Furious 8 - Fast and Furious: Hobbs and Shaw - L'Art du mensonge - Catherine the Great (mini-série) - Solos (série télévisée) - Fast and Furious 9 - Fast and Furious 10 - Martine Messager (*1940 - 2007) dans : - Caligula - Le Complot diabolique du docteur Fu Manchu - Mosquito Coast - Du sang sur la Tamise - Frédérique Tirmont dans : - Le Prince d'Égypte (voix) - La Femme au tableau - Eye in the Sky - Sylvie Genty (*1951 - 2022) dans : - Elizabeth I (téléfilm) - L'Échappée belle Et aussi - Annie Bertin dans La Folie du roi George - Jocelyne Darche dans Jardinage à l'anglaise - Michèle Bardollet dans 2010 : L'Année du premier contact - Anne Canovas dans Gosford Park - Susan Sindberg dans La Tempête - Cathy Cerdà dans Anna - Béatrice Agenin dans Le Seul et Unique Ivan (voix) - Nicole Shirer (Belgique) dans The Duke |

Au Québec
| - Claudine Chatel dans : - Un week-end à Gosford Park - Le calendrier des Girls - Tante Helen - Trésor National 2 : Le Livre des secrets - Jeux de pouvoir - Red - Arthur - Red 2 - Le Voyage de cent pas - Les yeux dans le ciel - La Dame en or - Dalton Trumbo - Beauté cachée - Le destin des Dangereux - Winchester : Le manoir hanté - Casse-Noisette et les Quatre Royaumes - Anna - Rapides et Dangereux présentent Hobbs et Shaw | - Madeleine Arsenault dans : - Attention Madame Tingle - Cœur d'encre Et aussi - Élizabeth Lesieur dans Bethune: l'étoffe d'un héros - Michèle Deslauriers dans La Promesse |